# Mirna Škrgatić
Mirna Škrgatić (Rijeka, 29.11.1989.) je hrvatska kantautorica pop/rock glazbenog izričaja.

## Životopis
Rođena u Rijeci 1989. Od ranog djetinjstva počinje se izražavati glazbom, 1996. upisuje glazbenu školu za klavir i priključuje se dječjem zboru. Prvi samostalni vokalni nastup uz pratnju benda i zbora, ostvaruje na dječjem festivalu "Vruće ljeto" 2002. u Crikvenici. U ranoj mladosti pjeva i piše autorske pjesme u nekoliko glazbenih sastava. Nakon završene opće gimnazije, upisuje studij informatike i priključuje se riječkom zboru Putokazi. Godine 2015. počinje pjevati prateći vokal u riječkom electro - pop sastavu Quasarr. Godine 2016. priključuje se kao glavni vokal riječkom country sastavu Crooks & Straights s kojima nastupa na festivalima u Austriji, Švicarskoj i Norveškoj do 2017. godine kada se odlučuje na samostalni autorski rad.

### Samostalni rad
Godine 2017. objavljuje svoj prvi autorski singl Tvoja laž i nastupa u završnici Karlovačko Rock Off festivala.
Nakon niza uspješnih singlova, 27. rujna 2019. objavljuje album prvijenac "Snovi" u izdanju izdavačke kuće Menart.
13. rujna 2021. objavljuje svoj drugi studijski album "Posljednji trend" u izdanju diskografske kuće Croatia Records za koju je potpisala ugovor 2020. godine.

### Suradnje
Godine 2019. ostvaruje suradnju s riječkim electro - pop sastavom Atmospheric u obradi hita grupe Xenia iz 80-ih - "Iznenadi me", kao gostujući vokal.

2021. objavljuje duet "Draga moja" feat. Ivana Kindl

## Diskografija

### Studijski albumi
1. Snovi (Menart), 2019.
2. Posljednji trend (Croatia Records), 2021.
3. Kao mi (Croatia Records), 2025.

## Vanjske poveznice
- https://www.facebook.com/mirnaskrgatic/
- https://www.discogs.com/artist/6042043-Mirna-Škrgatić
- https://www.menart.hr/glazba/hr/mirna
- https://crorec.net/novosti/rijecka-kantautorica-mirna-skrgatic-potpisala-ekskluzivni-ugovor-za-croatia-records-i-najavila-novi-album/